# リチャード・トッド
リチャード・トッド（Richard Todd, 1919年6月11日 - 2009年12月3日）は、イギリスの俳優。

## 来歴
アイルランド・ダブリン生まれ。父親は医者でラグビー選手でもあった。少年時代はインドで過ごし、帰国してサンドハースト王立陸軍士官学校で学ぶ。その後Italia Conti Academy of Theatre Artsで演技を学び、1937年に俳優デビュー。ダンディー・レパートリー・シアターの創設メンバーの一員となる。その際、費用捻出のために父から受け継いだ広大な農場を売り払ったという。
第二次世界大戦中は落下傘連隊に入り、ノルマンディー上陸作戦に参加するなど活躍した。戦後は劇団に戻り、1949年に映画のスクリーンテストを受けて、スクリーンデビューした。アメリカ映画出演第1作『命ある限り』で3週間しか生き延びられないスコットランドの負傷兵を演じ、アカデミー主演男優賞にノミネートされた。
生真面目な中にもユーモアを感じさせる役を得意とし、1955年の『暁の出撃』や1962年の『史上最大の作戦』などしばし軍人役を演じたが、その一方で、時代劇のコスチュームもまた似合い、1952年のディズニー映画『ロビン・フッド』で人気を博した。

## 主な出演作品
| 公開年 | 邦題 原題                                                                | 役名                                 | 備考                      |
| ------ | ------------------------------------------------------------------------ | ------------------------------------ | ------------------------- |
| 1949   | 命ある限り The Hasty Heart                                               | ラキー                               | ゴールデングローブ賞 受賞 |
| 1950   | 舞台恐怖症 Stage Fright                                                  | ジョナサン・クーパー                 |                           |
| 1952   | ロビン・フッド The Story of Robin Hood and His Merrie Men                | ロビン・フッド                       |                           |
| 1952   | 哀愁のモンテカルロ 24 Hours of a Woman's Life                            | 若い男                               |                           |
| 1953   | 剣と薔薇 The Sword and the Rose                                          | チャールズ・ブランドン               |                           |
| 1953   | 豪族の砦 Rob Roy: The Highland Rogue                                     | ロブ・ロイ                           |                           |
| 1954   | 寝台の秘密 Secrets d'alcôve                                              | デイヴィッドソン                     |                           |
| 1955   | 暁の出撃 The Dam Busters                                                 | ガイ・ギブソン                       |                           |
| 1955   | ヴァージン・クイーン The Virgin Queen                                    | ウォルター・ローリー                 |                           |
| 1956   | マリー・アントワネット Marie-Antoinette reine de France                  | ハンス・アクセル・フォン・フェルセン |                           |
| 1956   | あの日あのとき D-Day the Sixth of June                                   | ジョン・ウィンター                   |                           |
| 1957   | 揚子江死の脱走 Yangtse Incident: The Story of H.M.S. Amethyst            | Kerans                               |                           |
| 1957   | 聖女ジャンヌ・ダーク Saint Joan                                          | ジャン・ド・デュノワ                 |                           |
| 1958   | 生きていた男 Chase a Crooked Shadow                                      | ウォード・プレスコット               |                           |
| 1958   | 裸の大地 The Naked Earth                                                 | ダニー                               |                           |
| 1960   | 喰いついたら放すな Never Let Go                                          | ジョン                               |                           |
| 1961   | 戦場の七人 The Long and the Short and the Tall                           | ミッチ                               |                           |
| 1961   | ラブ・ハント講座 Don't Bother to Knock                                   | ビル・ファーガソン                   |                           |
| 1961   | ならず者一家 The Hellions                                                | サム                                 |                           |
| 1962   | 史上最大の作戦 The Longest Day                                           | ジョン・ハワード                     |                           |
| 1965   | 湖愁 The Battle of the Villa Fiorita                                     | ダレル                               |                           |
| 1970   | 女王陛下のトップガン No. 1 of the Secret Service                         | アーサー・ラヴデイ                   |                           |
| 1970   | ドリアン・グレイ/美しき肖像 The Secret of Dorian Gray                    | バジル・ホールウォード               |                           |
| 1978   | 大いなる眠り The Big Sleep                                               | バーカー                             |                           |
| 1983   | 魔人館 House of the Long Shadows                                         | サム・アリソン                       |                           |
| 1985   | ジェニーズ・ウォー Jenny's War                                           | ベンジャミン・カトラー               | テレビ映画                |
| 1991   | 新シャーロック・ホーム/ヴィクトリア瀑布の冒険 Incident at Victoria Falls | ロバーツ卿                           | テレビ映画                |